# If I Had Known I Was a Genius

If I Had Known I Was a Genius est un film américain sorti aux États-Unis en 2007.

## Fiche technique
- Réalisateur : Dominique Wirtschafter
- Scénariste : Markus Redmond
- Genre : Comédie / Drame
- Photographie : Scott Kevan
- Date de sortie : 2007

## Distribution
(août 2015).
- Shawna Sutherland : Hot Girl In Bar
- Nikita Ager : Cute girl
- Reed Alexander : Gifted kid #1
- John Balma : Gifted Teacher
- Steven E. Barnes : Highschool Student
- Jenica Bergere : Cellphone girl
- Nadia Bjorlin
- Kwesi Boakye : Little Boy
- Jimmy Bradley
- Brett Buford
- McCaleb Burnett : Jeremy
- Brianna Canillas : BSU Clique
- Roslyn Cohn : Dress Woman
- Keith David : Dad
- David Denman : Baker
- Izzy Diaz : Acting Student
- Bree Elise : Black Student Union Clique
- Wayne Charles Fugate : High School Student
- Whoopi Goldberg : Mom
- John Griffin
- Julie Hagerty : Teacher
- Kira Legg : Rich School Girl
- Christian Monzon : Chief
- Jeran Pascascio : High School Student
- Andy Pessoa
- Rob Pinkston : Young Drinker
- Markus Redmond : Michael
- Della Reese : Nana
- Tara Reid : Stephanie
- Andy Richter
- Elliott Smith : Jr. High Guy
- French Stewart : Principal
- Sharon Stone : Gloria
- Livia Treviño : Teacher
- Shannon Vann : High School Student
- Debra Wilson : Teresa
- Paul Witten

## Box-office
- Budget : $4,000,000
- Dates de tournages : 16 janvier 2006